# Śniaty (województwo pomorskie)
Śniaty – osada leśna w Polsce położona w województwie pomorskim, w powiecie człuchowskim, w gminie Człuchów. 
Miejscowość jest częścią składową sołectwa Sieroczyn.
W latach 1975–1998 miejscowość administracyjnie należała do województwa słupskiego.